# Дашбашы (Ходжавендский район)
Дашбашы (азерб. Daşbaşı) — село в административно-территориальном округе села Аракюль Ходжавендского района Азербайджана.

## Этимология

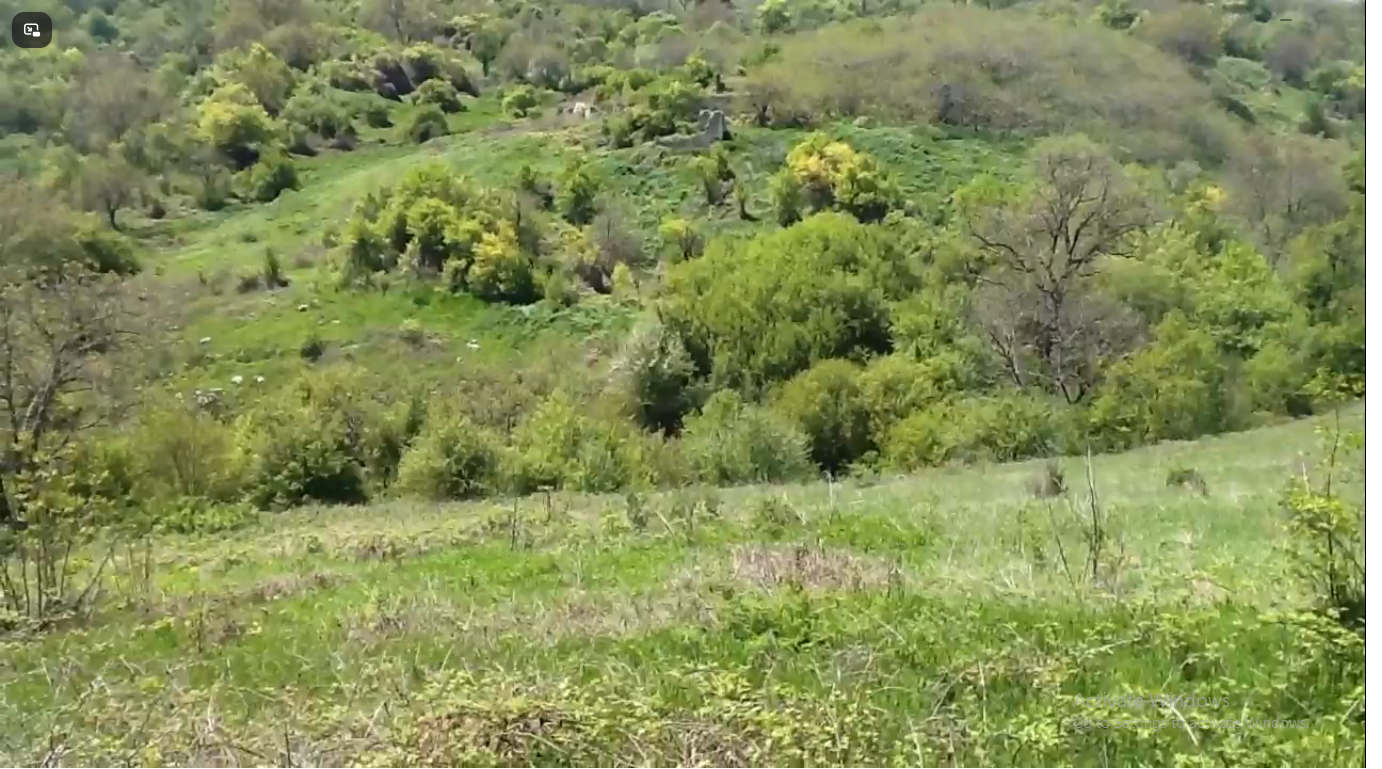
Дашбашы, май 2014 г.

По информации предоставленной местным населением, село было построено семьями, переселившимися из села Дашбашы Ходжалинского района, поэтому село носит название их прежнего поселения.
Название села Дашбашы (азерб. Daşbaşı) переводится с азербайджанского языка как «каменная голова» (азерб. daş «камень», baş «голова»).

## География
Сёла Аракюль, Буньядлы, Джилан, Дашбашы, Мюлкюдере входят в состав Аракюльского сельского административно-территориального округа Ходжавендского района, при этом село Аракюль является центром этого сельского административно-территориального округа. Село расположено в подножиях Карабахского хребта. Находится в 9 км к юго-западу от посёлка Гадрут, расположено на восточном склоне горы Зиарат.

## История
Епископ Армянской Апостольской церкви Макар Бархударянц пишут о селе Дашбашы: «Жители большей частью коренные, небольшая часть — из Карадага. Церковь Св. Богородицы, каменная, священник из Цамдзора. Дымов 25, душ — 203».
До вхождения в состав Российской империи село Дашбашы было в составе Отузикинского магала (азерб. Otuziki mahalı) Карабахского ханства. Магал был ликвидирован 10 апреля 1840 года и преобразован в российскую провинцию.
В составе Российской империи село Дашбаши входило в состав Карягинского уезда Елизаветпольской губернии.
В советский период село Дашбашы входило в состав Аракюльского сельсовета Гадрутского района Нагорно-Карабахской автономной области (НКАО) Азербайджанской ССР.
2 сентября 1991 года на совместной сессии Нагорно-Карабахского областного и Шаумяновского районного Советов народных депутатов была принята Декларация о провозглашении Нагорно-Карабахской Республики в границах Нагорно-Карабахской автономной области (НКАО) и сопредельного Шаумяновского района Азербайджанской ССР.
26 ноября 1991 года Верховный Совет Азербайджанский Республики принял Закон «Об упразднении Нагорно-Карабахской автономной области Азербайджанской Республики». В этом Законе было постановлено помимо упразднения Нагорно-Карабахской Автономной Области (НКАО), в том числе также и переименование Мартунинского района в Ходжаведский, упразднение Гадрутского района и присоединение территории Гадрутского района в состав Ходжавендского района. В настоящее время село Дашбашы входит в состав Аракюльского сельского административно-территориального округа Ходжавендского района Азербайджана.
В ходе Первой карабахской войны армянские вооружённые формирования 15 августа 1993 года заняли пост Дашбаши. Media.az, ссылаясь на Modern.az, сообщает, что во время боёв погибло 23 военнослужащих Азербайджана, события сопровождались осквернением их трупов, которые были изуродованы до неузнаваемости. Таким образом, село Дашбашы попало под контроль непризнанной Нагорно-Карабахской Республики (НКР), согласно административно-территориальному делению которой, оно располагалось на территории Гадрутского района НКР и называлось Караглух (арм. Քարագլուխ) или Кырыклох (карабахский диалект), что в переводе с армянского языка имеет такое же значение, что и Дашбашы: քարե каре «каменный», գլուխ глух «голова».
20 октября 2020 года, в ходе Второй карабахской войны, президент Азербайджана Ильхам Алиев выступил с обращением к народу, в котором объявил о восстановлении Азербайджаном контроля над селом.

## Памятники истории и культуры
В селе имеются две церкви и одна часовня.
Церковь Сурб Аствацацин (1855 год), часовня (1867 год). Церковь Богородицы построена в XVII веке, отремонтирована ориентировочно в 1860 году, священник был из села Дерекенд. В церкви проводили свадебные и заупокойные обряды, крестили новорождённых, присваивала имена, делала записи в церковной книге. После установления Советской власти, часть здания была превращена в клуб, большая часть — в колхозный склад. В последние годы, после превращения колхоза в совхоз, помещение склада стали использовать для общественных мероприятий, главным образом, для панихид. С западной стороны церкви были захоронения священнослужителей, они были из рода «Тлибац».
В 2012 году началось строительство новой церкви Сурб Ованнес над селом, которое было завершено через два года.
Школа построена в 1946-47 годах, расширена одним классом в семидесятые годы.
Памятник погибшим в Великой Отечественной войне. В 1991 году памятник погибшим в Великой Отечественной войне был разрушен вместе с домами села. В 2013 году, одновременно со строительством новой церкви восстановили и памятник.

## Население
Азербайджанцы составляли большинство населения в Отузикинском магале, только в 2-х небольших сёлах (Ташбашалы и Ташбашы/Дашбашы) проживали 10 немусульманских семей (1,59 %).
В начале 1890-х годов было 25 домов, 203 жителя, а в 1897 г. 40 домов, 96 жителей.
По данным Кавказского календаря на 1912 год, в селе Дашбаши Карягинского уезда проживало 350 человек, в основном армян.
По состоянию на 1 января 1933 года в селе проживало 533 человек (90 хозяйств), все — армяне, в 1989 году в деревне также проживало большинство армян.

## Упоминания
Селу Дашбашы посвящена книга автора Розы Айрапетян — «Погоня за солнцем». Автор пишет, что село Дашбашы было основало переселенцами из соседнего села Мюлькюдере (Mülküdərə), которые пришли туда из Ирана — три рода «Тлибац», «Бозуц» и «Кясуц», из рода Тлибац происходили староста и священник села; другой род «Гюгазац» были кузнецами из Ирана, приехавшими примерно в 1730-е годы.
В книге подробно описываются история, география и родственные связи жителей села.